# Shoul
Shoul (arabiska: السهول) är en landskommun i Marocko. Den ligger i prefekturen Salé och regionen Rabat-Salé-Kénitra, strax sydost om huvudstaden Rabat. Antalet invånare var 19 915 vid folkräkningen 2014.